# Art Tatum
Art Tatum   (Toledo, 13 d'octubre de 1909 - Los Angeles, 5 de novembre de 1956) nascut Arthur Tatum, Jr., va ser un pianista nord- americà considerat un dels més grans virtuosos del jazz.

## Biografia
Arthur Jr Tatum va néixer el dia 13 a Toledo (Ohio), en una família poc musicalitzada. Primer va estudiar violí i guitarra, després piano en un institut de Columbus. Art Tatum era gairebé completament cec.
Va estudiar música a l'Escola de Música de Toledo (Conservatori), però sembla haver après l'instrument principalment pel seu compte.
Quan era adolescent, ja tocava professionalment el piano a Toledo. Però realment va començar el seu debut professional el 1926. La seva música està influenciada per la de Fats Waller.
Va ser contractat per Speed Webb el 1928, després, de 1929 a 1930, va actuar al seu propi programa de ràdio. El 1932 a Nova York, va acompanyar la cantant Adelaide Hall.
Els seus primers enregistraments daten del març de 1933, i Art Tatum revela en ells un estil de piano completament diferent i molt més complex que l'estil de l'època. Després, de 1934 a 1941, va gravar nombrosos discos per a Decca. Va fer uns quants discos amb Joe Turner i va tocar en clubs a Chicago i Cleveland. En aquesta època, Art Tatum es va convertir en una figura important del jazz i va fer gires pels Estats Units i fins i tot a Anglaterra (va tocar al club de Ciro a Londres).

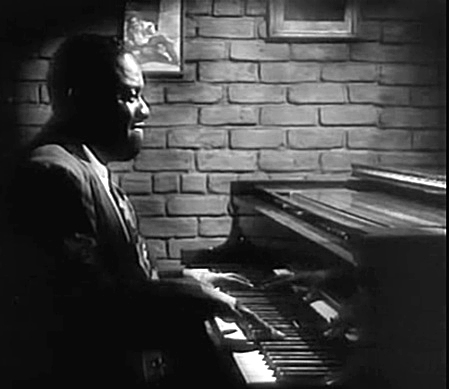
Art Tatum a la pel·lícula The Fabulous Dorseys (1947).

Art Tatum forma amb el guitarrista Tiny Grimes i el baixista Slam Stewart un trio de jazz extremadament popular. Durant la dècada de 1940 va fer una gira per Amèrica del Nord. Està coronat amb un «Premi d'Or» el 1944 per la revista Esquire, i va tocar al primer concert de jazz que es va oferir al Metropolitan de Nova York. Fa concerts al carrer 52 en trio. Va ser l'únic èxit durant la seva vida. Apareix molt breument (13 segons!) a la pel·lícula The Fabulous Dorseys, el 1947. Art Tatum va gravar una sèrie de solos per al segell Capitol el 1949. Aquest va ser segurament el període més assolit del seu art.
Art Tatum va gravar molts discos per a Norman Granz, de 1954 a 1956, en solitari com The solo masterpieces; però també amb Lionel Hampton, Buddy Rich, Benny Carter, Ben Webster (els enregistraments dels quals amb Art Tatum van ser un gran èxit). S'anuncia una gira europea.
Art Tatum mor d'un atac d'urèmia, el 5 de novembre de 1956.
És considerat un dels pianistes de jazz més importants. Va inspirar molt de respecte a pianistes de jazz com Fats Waller, o a pianistes clàssics com Vladimir Horowitz, Arthur Rubinstein així com a compositors com George Gershwin o Serguei Rakhmàninov, i segueix sent un referent avui dia.
Va ser àmpliament reconegut pel seu virtuosisme i improvisacions creatives. Es diu que un dia, quan va entrar en un club on Fats Waller feia un concert, aquest va declarar: «Estic tocant aquesta nit, però Déu és amb nosaltres a la sala.»

## Cita
- « Recordo que Art Tatum va dir a una cançó Sweet Lorraine perquè havia estat a Lorraine durant la guerra del 14 al 18 (Improbable, Art tenia 10 anys i Sweet Lorraine va ser escrit el 1928 per Cliff Burwell i Mitchell Parish.) », Georges Perec, Recordo, 6.
- « El piano té vuitanta-vuit tecles i només deu dits. Però el va fer sonar com si fossin dos a tocar. » Ray Charles, a Clint Eastwood, 2004, piano blues.

## Discografia
- Art Tatum (cabu/masters of jazz 1933-48)
- The Quintessence (Frémeaux &amp; Associats 1933-48)
- The complete Capitol Recordings (Capitol 1949-52)
- The complete Pablo Solo Recordings (Pablo 1953-56)
- The Complete Pablo Group Recordings (Pablo 1954-56)
- 20th Century Piano Genius (Verve 1950-55)

## Altres
Aquests són els seus principals títols, la majoria gravats el 1948 i el 1949:
- How High The Moon;
- Tiger Rag
- Nice work if you can get it;
- Makin' Whoopee;
- Night and Day;
- Dardanella;
- Goin'home;
- I got a rhythm;
- Humoresque;
- Tea for two;
- After you've gone;
- Honeysuckle Rose;
- St Louis Blues;
- Elegie;
- In a Sentimental Mood;
- Emaline;
- Cocktails for two.
- Extracte d’«Elegie» en format Ogg — 21 segons, 145 Ko.